# Grande Motte
Die Grande Motte ist ein 3653 m hoher Berg im Vanoise-Massiv, einer Untergruppe der Grajischen Alpen im französischen Département Savoyen.
Die Nordseite der Grande Motte mit den ‚Glaciers de la Motte‘ ist als Sommerskigebiet erschlossen, die Südseite gehört zur inneren Zone des Parc National de la Vanoise.
Der Grande Motte diente als Vorbild für Alpy, das offizielle Maskottchen der Winter-Paralympics 1992.